# Phragmatobia gruneri
Phragmatobia gruneri là một loài bướm đêm thuộc phân họ Arctiinae, họ Erebidae.